# Los Angeles Film Critics Association Awards 2008
La 34ª edizione dei Los Angeles Film Critics Association Awards si è tenuta il 9 dicembre 2008, per onorare il lavoro nel mondo del cinema per l'anno 2008.
WALL•E vince il premio al miglior film e diventa il primo film animato ad essere premiato in questa categoria. Ha, però, perso il premio al miglior film d'animazione contro Valzer con Bashir.

## Premi
Miglior film
- WALL•E (WALL•E), regia di Andrew Stanton
  - 2º classificato:  Il cavaliere oscuro (The Dark Knight), regia di Christopher Nolan

Miglior attore
- Sean Penn - Milk
  - 2º classificato: Mickey Rourke - The Wrestler

Miglior attrice
- Sally Hawkins - La felicità porta fortuna - Happy-Go-Lucky (Happy-Go-Lucky)
  - 2º classificato: Melissa Leo - Frozen River - Fiume di ghiaccio (Frozen River)

Miglior regista
- Danny Boyle - The Millionaire (Slumdog Millionaire)
  - 2º classificato: Christopher Nolan -  Il cavaliere oscuro (The Dark Knight)

Miglior attore non protagonista
- Heath Ledger - Il cavaliere oscuro (The Dark Knight)
  - 2º classificato: Eddie Marsan - La felicità porta fortuna - Happy-Go-Lucky (Happy-Go-Lucky)

Miglior attrice non protagonista
- Penélope Cruz - Lezioni d'amore (Elegy) e Vicky Cristina Barcelona
  - 2º classificato: Viola Davis - Il dubbio (Doubt)

Miglior sceneggiatura
- Mike Leigh - La felicità porta fortuna - Happy Go Lucky (Happy-Go-Lucky)
  - 2º classificato: Charlie Kaufman - Synecdoche, New York

Miglior fotografia
- Yu Lik-wai - Still Life (三峡好人)
  - 2º classificato: Anthony Dod Mantle - The Millionaire (Slumdog Millionaire)

Miglior scenografia
- Mark Friedberg - Synecdoche, New York
  - 2º classificato: Nathan Crowley - Il cavaliere oscuro (The Dark Knight)

Miglior colonna sonora
- A. R. Rahman - The Millionaire (Slumdog Millionaire)
  - 2º classificato: Alexandre Desplat - Il curioso caso di Benjamin Button (The Curious Case of Benjamin Button)

Miglior film in lingua straniera
- Still Life (三峡好人), regia di Jia Zhangke  ·   Hong Kong/ Cina
  - 2º classificato: La classe - Entre les murs (Entre les murs), regia di Laurent Cantet  ·   Francia

Miglior film d'animazione
- Valzer con Bashir (ואלס עם באשיר), regia di Ari Folman

Miglior documentario
- Man on Wire - Un uomo tra le Torri (Man on Wire), regia di James Marsh
  - 2º classificato: Valzer con Bashir (ואלס עם באשיר), regia di Ari Folman

Miglior film sperimentale/indipendente
- James Benning - RR e Casting a Glance

New Generation Award
- Steve McQueen - Hunger